# Guillermo Solá
Guillermo Solá Aravena (* 25. Juni 1929; † 24. Februar 2020) war ein chilenischer Leichtathlet, der 1952 Südamerikameister und 1955 Sieger bei den Panamerikanischen Spielen wurde.
Solá gewann bei den Panamerikanischen Spielen 1951 in 4:00,5 Minuten die Silbermedaille im 1500-Meter-Lauf hinter dem US-Amerikaner Browning Ross, im 3000-Meter-Hindernislauf erreichte er den fünften Platz. Bei den Südamerikameisterschaften 1952 gewann er über 1500 Meter in 3:59,6 Minuten Silber hinter dem Argentinier Nilo Riveros; auf der erstmals ausgetragenen Hindernisstrecke siegte er vor dem Brasilianer Edgard Mitt. Bei den Olympischen Spielen 1952 in Helsinki schied er im Vorlauf über die Hindernisse aus. 1954 erreichte Solá bei den Südamerikameisterschaften zweimal den zweiten Platz: Über 1500 Meter lief er in 3:57,2 Minuten hinter seinem Landsmann Jaime Correa ins Ziel, über die Hindernisse lag er nach 9:16,0 Minuten eine Sekunde hinter Edgard Mitt zurück; diese Zeit blieb Solás schnellste Zeit über die Hindernisse. 1955 bei den Panamerikanischen Spielen in Mexiko-Stadt waren die Zeiten auf den längeren Strecken wegen der Höhenluft deutlich langsamer, in 9:46,8 Minuten siegte Solá vor seinem Landsmann Santiago Novas. Seine letzte internationale Medaille gewann Solá bei den Südamerikameisterschaften 1956 in Santiago de Chile, als er noch einmal Dritter im Hindernislauf werden konnte.
Bei einer Körpergröße von 1,66 Meter betrug Solás Wettkampfgewicht 53 Kilogramm. 